# Кожала
Кожала — река в России, протекает по территории Муезерского района Карелии. Устье реки находится в 194 км по правому берегу реки Чирко-Кемь. Длина реки — 28 км, площадь водосборного бассейна — 194 км². Берёт своё начало из Кожаярви. Протекает через посёлок Волома.
В 4 км от устья, по правому берегу реки впадает река Ронда.

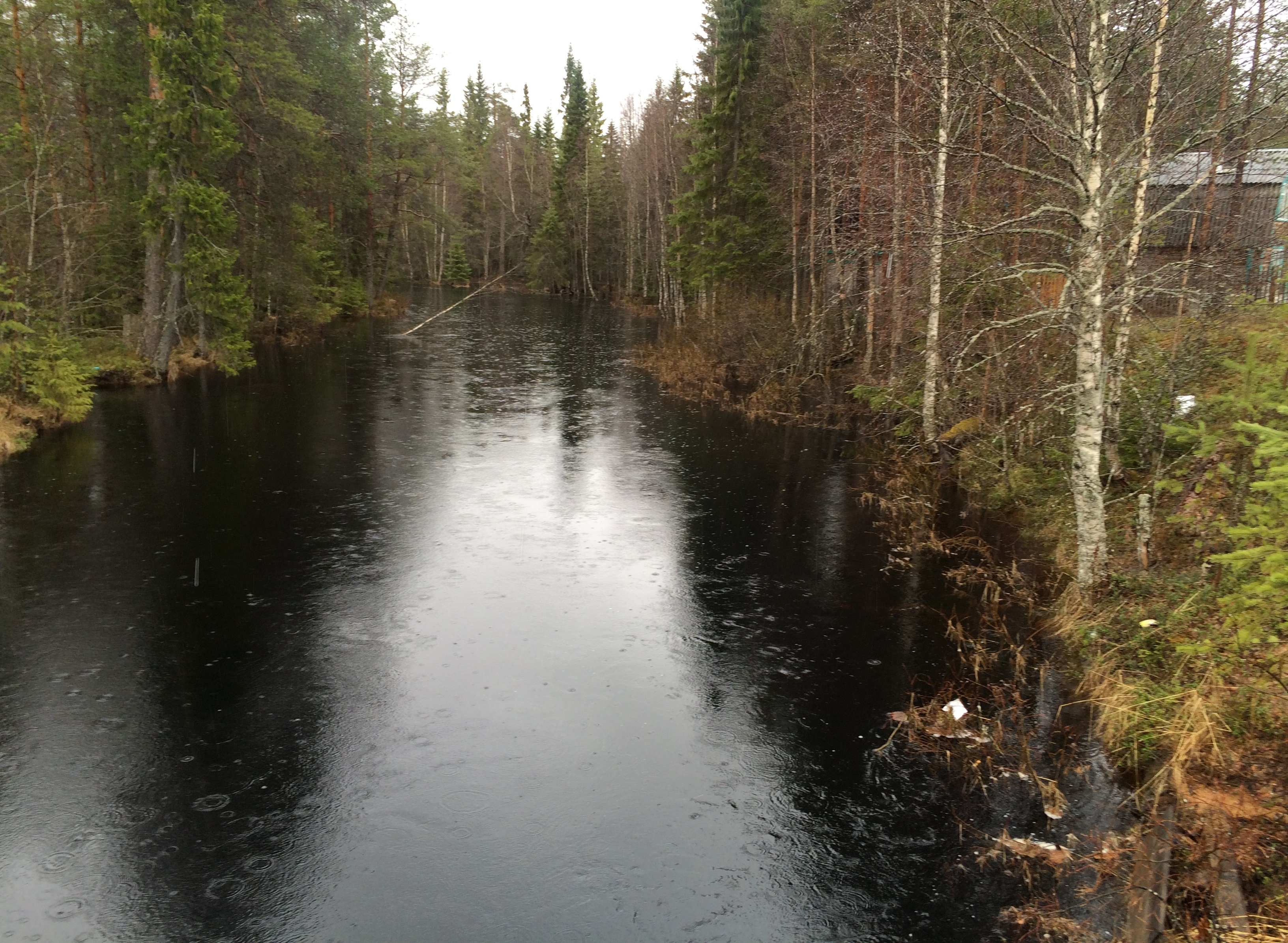
Кожала в пос. Волома. Вид по течению.

## Данные водного реестра
По данным государственного водного реестра России относится к Баренцево-Беломорскому бассейновому округу, водохозяйственный участок реки — Кемь от Юшкозерского гидроузла до Кривопорожского гидроузла. Речной бассейн реки — бассейны рек Кольского полуострова и Карелии, впадает в Белое море.